# Teddington (Gloucestershire)
Teddington – wieś w Anglii, w hrabstwie Gloucestershire, w dystrykcie Tewkesbury. Leży 20 km na północny wschód od miasta Gloucester i 144 km na zachód od Londynu.